# Phragmatobia pauper
Eospilarctia pauper là một loài bướm đêm thuộc phân họ Arctiinae, họ Erebidae.